# 善揚院
善揚院（ぜんよういん）は、愛知県岡崎市鴨田町字南魂場に所在する浄土宗の寺院。山号は常寿山。永禄9年（1566年）に石川家成が創建した大樹寺の塔頭寺院で、明治維新後に独立した山内寺院となった。

## 歴史

### 創建から江戸時代まで
1566年（永禄9年）、大樹寺に帰依していた石川家成が、徳川家康の許可を得て大樹寺の塔頭として創建し、武運長久の祈願所兼石川家菩提寺とした。1609年（慶長14年）家成の遺体が当院で荼毘に付され、境内に埋葬された。1832年（天保3年）家成の妻に善揚院の法名が贈られる。

### 近代以降
1918年（大正7年）、亀山同盟報徳会により家成の荼毘所横に石川家成公荼毘之碑が建立される（題字：徳川家達）。1943年（昭和18年）には大樹寺小学校拡張のため移転する。1948年（昭和23年）、境内に社会福祉法人ぜんよう会が運営する八十塚保育園が開設する。

## 墓所
- 石川家成墓・同人室墓・石川康通墓・他石川家墓三基[6]
  - 善揚院の移転後も西光寺のある丘の西麓に残り[7]、大正時代に石川家成公荼毘之碑も建立[3]
- 榊原八代之墓碑
  - 藤原姓榊原氏（榊原貞正-榊原浄正-榊原政光-榊原忠次-摂津守（榊原忠政）-榊原政久-榊原重政-榊原忠直）の墓[8]